# Giovannangelo Camporeale
Giovannangelo Camporeale (né le 27 octobre 1933 à Molfetta – mort à Florence le 1er juillet 2017) était un archéologue italien.

## Publications
- Le raffigurazioni etrusche del mito di Apollo e Tityos. Florence 1958.
- L’amazzonomachia in Etruria. Florence 1959.
- Thalna e scene mitologiche connesse. Florence 1960.
- Melpo e Melfi. Florence 1962.
- La tomba del Duce. Olschki, Florence 1967,  (ISBN 9788822215499).
- I commerci di Vetulonia in età orientalizzante. Sansoni, Milan 1969.
- La collezione alla querce. Materiali archeologici orvietani. Olschki, Florence 1970,  (ISBN 9788822215482).
- Buccheri a cilindretto di fabbrica orvietana. Olschki, Florence 1972.
- La caccia in Etruria. Bretschneider, Rome 1984.
- Gli Etruschi: mille anni di civiltà. Bonechi, Florence 1985.
- La Collezione Costantini: Grecia, Magna Grecia, Etruria: capolavori dalla ceramica antica. Electa, Florence 1985.
- L’Etruria mineraria. Electa, Florence 1985,  (ISBN 9788843511587).
- La Collezione C.A. 1, Impasti e buccheri. Bretschneider, Rome 1991.
- Museo archeologico, Massa Marittima. Octavo, Florence 1993.
- L'abitato etrusco dell'Accesa: il quartiere B. Bretschneider, Rome 1997.
- Gli Etruschi: storia e civiltà. UTET, Turin 2000,  (ISBN 9788802084107).
- Il parco archeologico dell'Accesa a Massa Marittima. Ed. Leopoldo II, Follonica 2000.
- als Hrsg. und Mitautor: Gli Etruschi fuori d'Etruria. Arsenale Edizione, Verona 2001,  (ISBN 9788877432216).
- Die Etrusker: Geschichte und Kultur. Patmos Verlag Artemis & Winkler, Düsseldorf/Zürich 2003.
- Die Etrusker: Geschichte und Kultur eines rätselhaften Volkes. Wissenschaftliche Buchgesellschaft, Darmstadt 2003,  (ISBN 9783760823003).
- als Hrsg. und Mitautor: The Etruscans outside Etruria. J Paul Getty Trust Publications, Los Angeles 2004,  (ISBN 9780892367672).
- Volterra: alle origini di una città etrusca. Serra, Pisa/Rome 2009.
- avec Giulio Firpo: Arezzo nell’antichità. Bretschneider, Rome 2009.
- avec Luciano Agostiniani, Stefano Bruni: Etruria e Italia preromana: studi in onore di Giovannangelo Camporeale. Serra, Pisa/Rom 2009,  (ISBN 9788862271400).
- Buccheri a cilindretto di fabbrica orvietana. Olschki, Florence 2012,  (ISBN 9788822215475).